# 베르나르도 우사이
베르나르도 알베르토 우사이(스페인어: Bernardo Alberto Houssay, 1887년 4월 10일 ~ 1971년 9월 21일)는 아르헨티나의 생리학자이다. 1947년에 당 대사과정에서의 뇌하수체 전엽 호르몬의 역할을 발견한 공로로 칼 퍼디낸드 코리, 거티 코리와 함께 노벨 생리학·의학상을 수상했다.

## 수상 경력
- 1947년 : 노벨 생리학·의학상

## 회원
- 1943년 : 왕립학회 외국인 회원 선출[1]

## 참고 문헌
- Functions of the Pituitary Gland. Boston, 1936.
- The Hypophysis and Secretion of Insulin. Journal of Experimental Medicine, New York, 1942, 75: 547-566. Houssay, B. A.; Foglia, V. G.; Smyth, F. S.; Rietti, C. T.; Houssay, A. B. (1942). “The Hypophysis and Secretion of Insulin”. 《The Journal of Experimental Medicine》 75 (5): 547–66. doi:10.1084/jem.75.5.547. PMC 2135268. PMID 19871205.
- Escritos y Discursos. Buenos Aires, 1942.
- The Role of the Hypophysis in Carbohydrate Metabolism and in Diabetes. Nobel Prize lecture, 1947.
- Fisiologia Humana. Buenos Aires, 1950.